# Verchnië Lichobory
Verchnië Lichobory (Hoog Lichobory Russisch: Верхние Лихоборы) is een station van de Ljoeblinsko-Dmitrovskaja-lijn van de Moskouse metro. Het station ligt naast het noordelijke depot van lijn 10 en is op 22 maart 2018 geopend.

## Geschiedenis
Al in 1960 was er sprake van een metrostation op deze locatie als onderdeel van de destijds geplande Timirjazevsko-radius. De plannen werden in 1965 herzien en in 1971 stond voor de tweede noord-zuidlijn, lijn 9, een noordelijke splitsing bij Petrovsko-Razoemovskaja op de tekentafel. Halverwege de jaren 80 van de twintigste eeuw werden plannen gemaakt voor een derde noord-zuidlijn, lijn 10. De uitwerking hiervan betekende dat Petrovsko-Razoemovskaja het overstappunt tussen beide lijnen ten noorden van de binnenstad werd. De westelijke tak uit het plan van 1971 werd het noordelijke deel van lijn 10 terwijl de oostelijke tak het noordelijke deel van lijn 9 werd. Lijn 9 was toen de Sovjet Unie uiteenviel vrijwel voltooid, het zuidelijke deel van lijn 10 werd met grote vertraging opgeleverd. De bouw van het noordelijke deel van lijn 10 begon in 1990 maar kwam tijdens de Roebelcrisis geheel tot staan. Het duurde tot 24 juni 2008 tot het stadsbestuur de naam aan het station toekende en de bouw begon pas in november 2011. Op 28 juni 2013 werd begonnen met de bouw van de tunnels tussen het depot en de hoofdlijn die ten zuiden van het perron aansluiten op de hoofdlijn. Op 10 oktober 2013 begonnen de tunnelboormachines Claudia en Abigael op 20 meter diepte bij Seligerskaja aan de tunnels naar Verchnië Lichobory. Op 10 juni 2015 waren de tunnels tussen Seligerskaja en de aansluiting voor het depot gereed. De bouw van het perron begon op 1 augustus 2017 en ruim een maand later werd met de afbouw van het station begonnen. Op 9 januari 2018 werd het station opgeleverd, vier jaar na de geplande openingsdatum. De vertraging werd vooral veroorzaakt door het drijfzand dat op het geplande tracé bleek te liggen. Vanaf 9 maart 2018 werden prefritten gehouden. De lijn ten noorden van Petrovsko-Razoemovskaja, waaronder Verchnië Lichobory, werd op 22 maart 2018 geopend voor reizigersverkeer.  

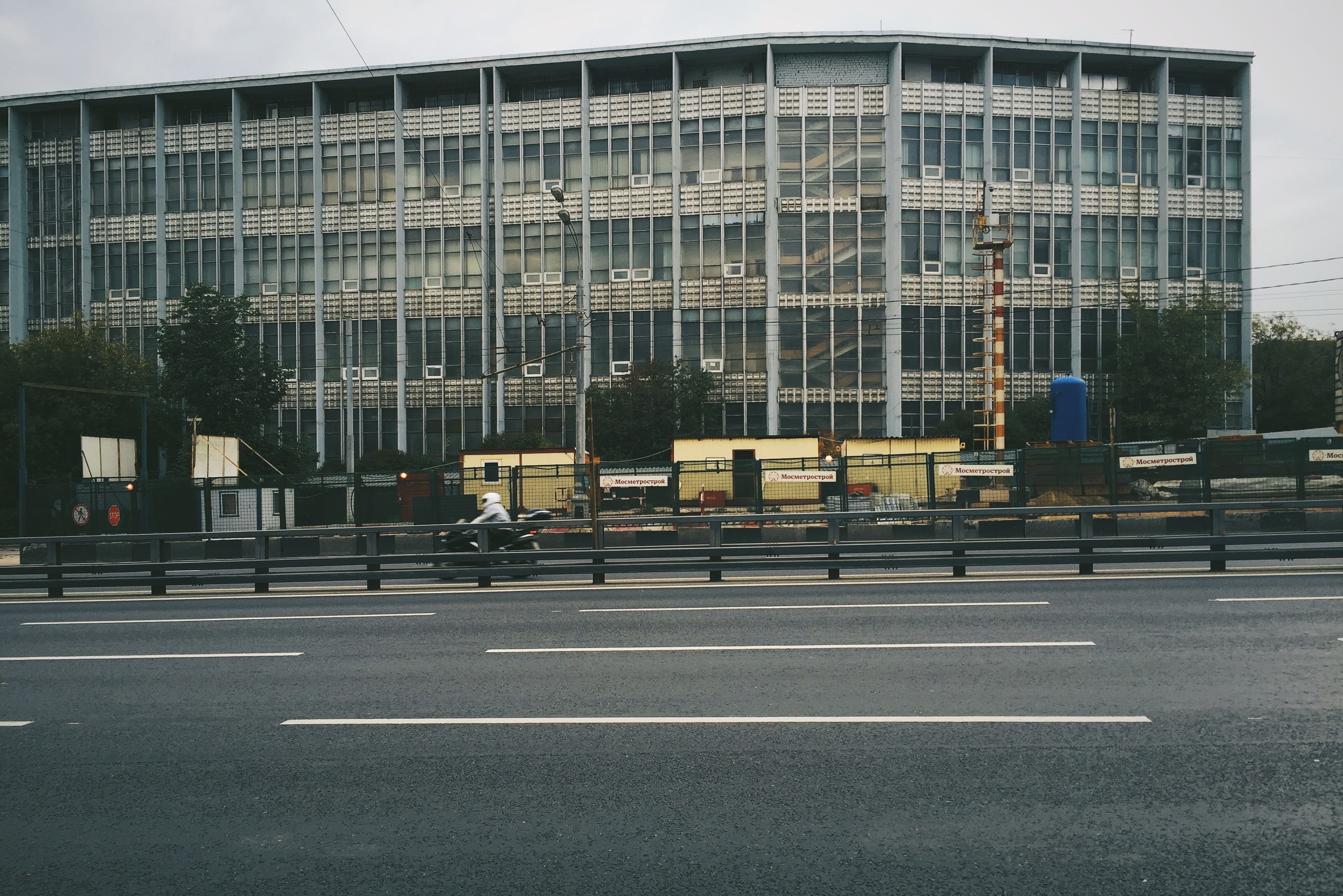
De bouwplaats op 20 september 2015
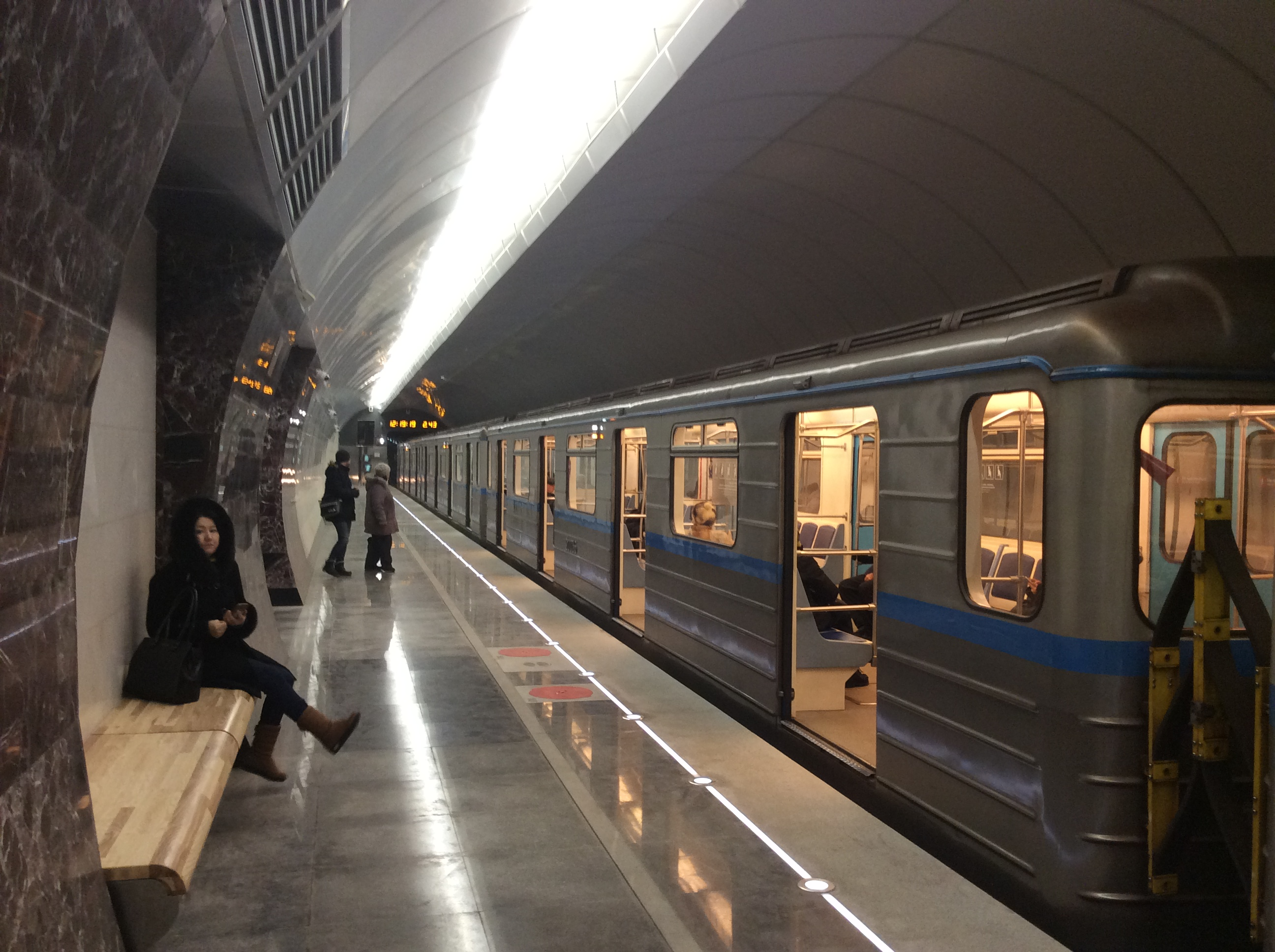
Een van de perrons
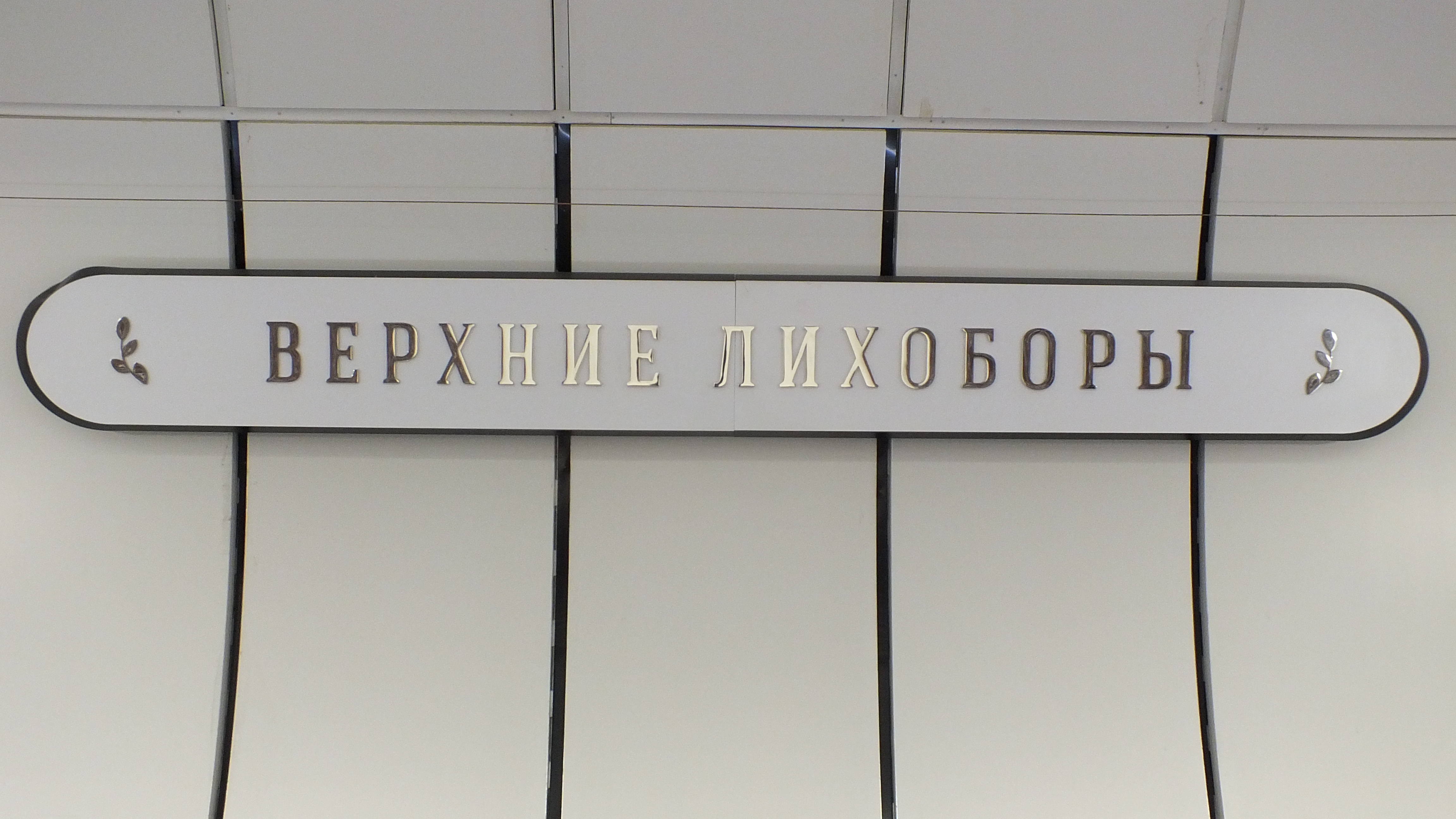
De sttaionsnaam op de tunnelwand

## Ligging en ontwerp
Het station ligt onder de Dmitrovski Sjosse op de grens van de districten Beskoednikovski en West-Degoenino. Er zijn twee ondergrondse verdeelhallen, de zuidelijke heeft toegangen bij de Verchniëlichbory Oelitsa en de Doebinskaja Oelitsa. De noordelijke verdeelhal sluit aan op een voetgangerstunnel onder de Dmitrovski Sjosse bij de St. Innocentiuskerk. De toegang aan de westkant werd op 29 augustus 2018 geopend, de oostkant volgde op 1 november 2018. Ondergronds is er sprake van een pylonenstation op 65 meter diepte, waarmee het het diepst gelegen metrostation is buiten het centrum. Het is gebouwd naar een standaardontwerp dat ook is toegepast in Boetyrskaja,  Fonvizinskaja en Okroezjnaja, de bekleding en verlichting verschilt echter wel per station. De pylonen van Verchnië Lichobory zijn aan de kant van de middenhal bekleed met wit Sajanmarmer, aan de perronzijde is donkerrood Rosso Levanto marmer gebruikt. De vloer bestaat uit zwart graniet bij de pylonen, ter hoogte van de doorgangen naar het perron is grijs graniet gebruikt. De afstand van perronrand tot perronrand bedraagt 19,1 meter, de pylonen zijn 3 meter breed net als de doorgangen tussen de pylonen. Een op de drie ruimtes tussen de pylonen is gebruikt voor ventilatieroosters, de andere twee zijn doorgangen tussen de middenhal en het perron. De middenhal zelf heeft een straal van 4,4, meter. In de eerste week na de opening werden op werkdagen meer dan 10.000 reizigers per dag geteld. Na vier maanden passeerde de miljoenste reiziger de deuren.